# Florencio Sarasíbar
Florencio Avelino Sarasíbar (Rosario, 10 de noviembre de 1895 - Ibidem, 11 de octubre de 1972) fue un futbolista argentino que se desempeñaba como defensor, y desarrolló su carrera principalmente en Rosario Central. Se destacó por su firmeza y personalidad en el juego, además de tener un potente remate que le permitió convertir muchos goles de tiro libre y de penal.

## Carrera

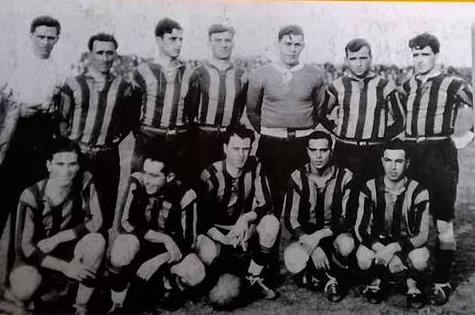
Rosario Central en 1927. Parados: Serapio Mujica, Francisco de Cicco, Félix Sarasíbar, Octavio Díaz, Florencio Sarasíbar, José Fioroni; hincados: Armando Bertei, Arturo Podestá, José Podestá, Luis Indaco, Esteban Indaco.

Debutó en Embarcaderos, actual Argentino de Rosario en 1912. En 1914 pasó a Tiro Federal, en donde tuvo una destacada labor. Más tarde, en 1917, pasó por Boca Juniors, donde jugó 6 encuentros. Su salida del club Xeneine se debió a un malentendido que tuvo con un dirigente previo al partido entre Boca y Atlanta. Debido a la lluvia por la cual no comenzaba el partido, Florencio conversaba con Mario José Barbieri (futbolista rosarino amigo suyo que era jugador de Atlanta en aquel año). La charla fue mal vista por un dirigente que observó dicho encuentro, y así,  Sarasíbar inmediatamente pidió el pase. La situación tenía otro justificante, ya que el empleo que le habían prometido por jugar en Boca nunca se había materializado. Tiempo después, Boca le ofreció volver por $ 5000 pero no lo aceptó.
En 1918 llegó a Rosario Central, para reemplazar nada menos que a Zenón Díaz. En el conjunto canalla jugó por espacio de 11 años. Allí disputó 173 partidos, convirtió 31 goles. Es el segundo jugador con más presencias en el club en la era amateur, detrás de Harry Hayes
En la Copa Nicasio Vila 1919 obtuvo su primer campeonato con el canalla; este torneo se definió con un partido desempate ante Newell's, que favoreció a Central por 3-2. Ese año fue subcampeón en dos torneos nacionales, la Copa Competencia y la Copa Ibarguren.
En 1920, tras un nuevo cisma en la Liga Rosarina, Central pasó a formar parte de la Asociación Amateur, disputando a nivel nacional la Copa de Competencia de dicha asociación, coronándose como campeón. Además ganó el título a nivel rosarino, logro que repitió al año siguiente.
Hasta 1922 formó pareja de marcadores centrales habitualmente con Patricio Clarke; luego se sucedieron como acompañantes Angel Rizzi y Octavio Montiquín, hasta que en los últimos tres años de carrera lo hizo Francisco De Cicco. Entre 1923 y 1928 compartió equipo con su hermano Félix, quien se desempeñaba como mediocampista.
Se coronó en la Copa Estímulo 1922 en el retorno de Central a la Liga Rosarina, logrando en los años siguientes la Copa Vila en otras tres ocasiones: 1923, 1927 y 1928.
Tal fue su popularidad en el club, que aparece nombrado en el tango Dale Central, compuesto por Edmundo Longobuco, Roberto Puccini, Ricardo Michelman y José Sala en 1971.

## Clubes
| Club            | País      | Año       |
| --------------- | --------- | --------- |
| Embarcadero     | Argentina | 1912-1913 |
| Tiro Federal    | Argentina | 1914-1916 |
| Boca Juniors    | Argentina | 1917      |
| Rosario Central | Argentina | 1918-1928 |

## Selección nacional
Disputó dos encuentros con la camiseta albiceleste en el Campeonato Sudamericano 1922. Formó pareja de backs en ambos partidos con el futbolista de Newell's Adolfo Celli.

### Participaciones en la Copa América
| Copa                         | Sede   | Resultado     | PJ | Goles |
| ---------------------------- | ------ | ------------- | -- | ----- |
| Campeonato Sudamericano 1922 | Brasil | Cuarto puesto | 2  | 0     |

#### Detalle de partidos
| Fecha | Estadio         | Ciudad         | Rival    | Resultado |
| ----- | --------------- | -------------- | -------- | --------- |
| 15-10 | das Laranjeiras | Río de Janeiro | Brasil   | 0-2       |
| 18-10 | das Laranjeiras | Río de Janeiro | Paraguay | 2-0       |

## Palmarés

### Torneos nacionales oficiales
| Equipo          | País      | Título              | Año  |
| --------------- | --------- | ------------------- | ---- |
| Rosario Central | Argentina | Copa de Competencia | 1920 |

### Torneos regionales oficiales
| Equipo          | País      | Título                                   | Año  |
| --------------- | --------- | ---------------------------------------- | ---- |
| Rosario Central | Argentina | Copa Nicasio Vila                        | 1919 |
| Rosario Central | Argentina | Asociación Amateurs Rosarina de Football | 1920 |
| Rosario Central | Argentina | Asociación Amateurs Rosarina de Football | 1921 |
| Rosario Central | Argentina | Copa Estímulo                            | 1922 |
| Rosario Central | Argentina | Copa Nicasio Vila                        | 1923 |
| Rosario Central | Argentina | Copa Nicasio Vila                        | 1927 |
| Rosario Central | Argentina | Copa Nicasio Vila                        | 1928 |